# Na hájku (přírodní památka)
Na hájku byla přírodní památka ev. č. 692 na jihovýchodním okraji obce Omice v okrese Brno-venkov. Oblast spravovala AOPK SCHKO Pálava a KS Brno.
Důvodem ochrany byla teplomilná vegetace charakterizující vliv panonské květeny a zachování jediné lokality koniklece velkokvětého (Pulsatilla grandis) a přirozeného biotopu na výslunných stráních. Přírodní památka byla ke dni 1. prosince 2015 zrušena nařízením Jihomoravského kraje ze dne 10. září 2015.